# Bateria de flux

Una bateria de flux típica consta de dos dipòsits de líquids que es bombegen més enllà d'una membrana subjectada entre dos elèctrodes.

Una bateria de flux, o bateria de flux redox (després de la reducció-oxidació), és un tipus de cèl·lula electroquímica on l'energia química és proporcionada per dos components químics dissolts en líquids que es bombegen a través del sistema en costats separats d'una membrana. La transferència d'ions a l'interior de la cèl·lula (acompanyada del flux de corrent a través d'un circuit extern) es produeix a través de la membrana mentre els líquids circulen pels seus respectius espais.
S'han demostrat diverses bateries de flux, incloses les formes inorgàniques i orgàniques. El disseny de la bateria de flux es pot classificar en flux complet, semiflux i sense membrana.
La diferència fonamental entre les bateries convencionals i de flux és que l'energia s'emmagatzema al material de l'elèctrode de les bateries convencionals, mentre que a les bateries de flux s'emmagatzema a l'electròlit.
Una bateria de flux es pot utilitzar com una pila de combustible (on s'afegeix un nou negòlit carregat (també conegut com reductor o combustible) i un posòlit carregat (també conegut com oxidant) són afegits al sistema) o com una bateria recarregable (on una font d'energia elèctrica impulsa la regeneració del reductor i oxidant).
Les bateries de flux tenen certs avantatges tècnics respecte a les bateries recarregables convencionals amb materials electroactius sòlids, com ara l'escala independent de la potència (determinada per la mida de la pila) i de l'energia (determinada per la mida dels dipòsits), cicle llarg i vida natural, i potencialment menor cost total de propietat. Tanmateix, les bateries de flux pateixen una eficiència energètica de cicle baix (50-80%). Aquest inconvenient prové de la necessitat d'utilitzar bateries de flux a densitats de corrent altes (>= 100 mA/cm2) per reduir l'efecte de l'encreuament intern (a través de la membrana/separador) i reduir el cost de l'energia (mida de les piles). A més, la majoria de les bateries de flux (Zn-Cl2, Zn-Br2 i H2-LiBrO3 són excepcions) tenen menor energia específica (pes més pesat) que les bateries d'ions de liti. El pes més pesat resulta principalment de la necessitat d'utilitzar un dissolvent (generalment aigua) per mantenir l'espècie activa redox en la fase líquida.
Les classificacions de patents per a bateries de flux no s'havien desenvolupat completament a partir del 2021. La classificació cooperativa de patents considera els RFB com una subclasse de piles de combustible regeneratives (H01M8/18), tot i que és més apropiat considerar les piles de combustible com una subclasse de bateries de flux.
La tensió de la cel·la està determinada químicament per l'equació de Nernst i oscil·la, en aplicacions pràctiques, d'1,0 a 2,43 volts. La capacitat d'energia és funció del volum de l'electròlit i la potència és funció de la superfície dels elèctrodes.

## Història
La bateria de flux de zinc-brom (Zn-Br2) era la bateria de flux original. Patent del fitxer de John Doyle el 29 de setembre de 1879. Les bateries Zn-Br2 tenen una energia específica relativament alta i es van demostrar en cotxes elèctrics als anys setanta.
Walther Kangro, un químic estonià que treballava a Alemanya a la dècada de 1950, va ser el primer a demostrar les bateries de flux basades en ions de metalls de transició dissolts: Ti-Fe i Cr-Fe. Després d'experiments inicials amb la química de la bateria de flux redox (RFB) Ti-Fe, la NASA i els grups del Japó i d'altres llocs van seleccionar la química Cr-Fe per al seu desenvolupament. Es van utilitzar solucions mixtes (és a dir, que inclouen espècies de crom i ferro en el negòlit i en el posòlit) per tal de reduir l'efecte de la concentració variable en el temps durant el cicle.
A finals de la dècada de 1980, Sum, Rychcik i Skyllas-Kazacos de la Universitat de Nova Gal·les del Sud (UNSW) a Austràlia van demostrar que la química RFB del vanadi UNSW va presentar diverses patents relacionades amb els VRFB, que més tard van ser llicències a empreses japoneses, tailandeses i canadenques., que va intentar comercialitzar aquesta tecnologia amb èxit variable.
Les bateries orgàniques de flux redox van sorgir el 2009.
El 2022, Dalian, Xina, va començar a operar una bateria de flux de vanadi de 400 MWh i 100 MW, llavors la més gran del seu tipus.

## Disseny
Una pila de flux és una pila de combustible recarregable en la qual un electròlit que conté un o més elements electroactius dissolts flueix a través d'una pila electroquímica que converteix de manera reversible l'energia química en energia elèctrica. Els elements electroactius són "elements en solució que poden participar en una reacció de l'elèctrode o que es poden adsorbir a l'elèctrode".
L'electròlit s'emmagatzema externament, generalment en dipòsits, i normalment es bombeja a través de la cèl·lula (o cèl·lules) del reactor. Les bateries de flux es poden "recarregar" ràpidament substituint el líquid d'electròlit descarregat (anàleg al repostar motors de combustió interna ) mentre es recupera el material gastat per a la recàrrega. També es poden recarregar in situ. Moltes bateries de flux utilitzen elèctrodes de feltre de carboni a causa del seu baix cost i conductivitat elèctrica adequada, malgrat la seva limitada densitat de potència a causa de la seva baixa activitat inherent cap a moltes parelles redox. La quantitat d'electricitat que es pot generar depèn del volum d'electròlit.
Les bateries de flux es regeixen pels principis de disseny de l'enginyeria electroquímica.

## Aplicacions
Els mèrits tècnics fan que les bateries de flux redox siguin molt adequades per a l'emmagatzematge d'energia a gran escala. Les bateries de flux normalment es consideren per a relativament grans (1 kWh - 10 MWh) aplicacions estacionàries amb cicles de càrrega-descàrrega de diverses hores. Les bateries de flux no són rendibles per a temps de càrrega/descàrrega més curts. Els nínxols de mercat inclouen:
- Emmagatzematge a la xarxa: emmagatzematge d'energia a curt i/o llarg termini per al seu ús per la xarxa
  - Equilibri de càrrega: la bateria està connectada a la xarxa per emmagatzemar energia durant les hores punta i alliberar-la durant els períodes de demanda punta. El problema comú que limita aquest ús de la majoria de les químiques de bateries de flux és la seva baixa potència (densitat de corrent de funcionament) que es tradueix en un alt cost.
  - Desplaçament d'energia de fonts intermitents com l'eòlica o solar per utilitzar-la durant els períodes de màxima demanda.
  - Afaitat màxim, on els pics de demanda són satisfets per la bateria.
- SAI, on s'utilitza la bateria si l'alimentació principal no proporciona un subministrament ininterromput.
- Conversió de potència: com que totes les cèl·lules comparteixen el mateix electròlit(s), els electròlits es poden carregar amb un nombre determinat de cèl·lules i descarregar-se amb un nombre diferent. Com que la tensió de la bateria és proporcional al nombre de cèl·lules utilitzades, la bateria pot actuar com un potent convertidor DC-DC. A més, si el nombre de cèl·lules es canvia contínuament (al costat d'entrada i/o sortida), la conversió de potència també pot ser AC/DC, AC/AC o DC-AC amb la freqüència limitada per la de l'aparell de commutació.
- Vehicles elèctrics: com que les bateries de flux es poden "recarregar" ràpidament substituint l'electròlit, es poden utilitzar per a aplicacions on el vehicle necessita consumir energia tan ràpid com un vehicle de gas. Un problema comú amb la majoria de les químiques RFB en aplicacions de vehicles elèctrics és la seva baixa densitat d'energia que es tradueix en un rang de conducció curta. Les bateries de zinc-clor i les bateries amb halates altament solubles són una excepció notable.
- Sistema d'alimentació autònom: un exemple d'això és a les estacions base de telèfons mòbils on no hi ha energia de xarxa disponible. La bateria es pot utilitzar juntament amb fonts d'energia solar o eòlica per compensar els seus nivells de potència fluctuants i al costat d'un generador per estalviar combustible.